# Olympus Camedia C-160
L'Olympus Camedia C-160 est un appareil photographique numérique de type compact fabriqué par la société japonaise Olympus dans sa gamme Camedia.
Commercialisé en mars 2001, le C-160 est un appareil de forme ergonomique assurant une bonne prise de main, de dimensions réduites : 11 × 6,2 × 3,8 cm, d'une définition de 3,2 mégapixels et d'un objectif fixe 

Sa portée minimum de la mise au point est de 50 cm, ramenée à 20 cm en mode macro.

Son automatisme gère 4 modes de vues préréglés afin de faciliter les prises de vues (paysage, portrait, autoportrait, nocturne).

L’ajustement de l'exposition est possible dans une fourchette de ±2.0 par paliers de 0,5 EV.

La balance des blancs se fait de manière automatique, mais également semi-manuel avec 4 options pré-réglées (soleil, ciel couvert, lumière tungstène et tubes fluorescents).

Son flash incorporé a une portée effective de 0,2 à 3 m et dispose de la fonction atténuation des yeux rouges.

## Caractéristiques
- Capteur CCD taille 1/2,7 pouce - 3,3 millions de pixels, effective : 3,2 millions de pixels
- Zoom optique: non, numérique : 2,5x
- Distance focale équivalence 35 mm : 33 mm
- Ouverture de l'objectif : f/2,8
- Vitesse d'obturation : 2 à 1/800 s
- Sensibilité : Auto ISO 50 à 150
- Stockage: xD-Picture Card - Pas de mémoire interne
- Définition image maxi : 2048x1536 au format JPEG
- Autres définitions : 1024×768 et 640×480 au format JPEG
- Définitions vidéo : 320×240 à 15 images par seconde au format Quicktime
- Connectique : USB
- Compatibilité Pictbridge
- Écran LCD de 1,5 pouce - matrice active TFT de 120 000 pixels
- Pile (x2) format AA (LR6) alcaline
- Poids : 210 g avec accessoires (batterie et carte mémoire)
- Finition : Argent.